# CCL8
CCL8 (englisch CC-chemokine ligand 8) ist ein Zytokin aus der Familie der CC-Chemokine.

## Eigenschaften
CCL8 ist an Entzündungsprozessen beteiligt. Es ist chemotaktisch für und aktiviert verschiedene Immunzellen, darunter Mastzellen, Eosinophile und Basophile, Monozyten, T-Zellen und NK-Zellen. CCL8 bindet an die Chemokinrezeptoren CCR1, CCR2B und CCR5. Aufgrund der Bindung an den Korezeptor des HIV-1, CCR5, hemmt CCL8 eine Infektion von Zellen mit HIV-1.